# اتراسیتوس
اَتراسیتوس (به انگلیسی: Atrocitus) یک شخصیت خیالی شرور بزرگ در کتاب‌های کامیک آمریکایی منتشر شده توسط دی‌سی کامیکس است. این شخصیت توسط جف جانز و ایتن ون سایور خلق شده است که برای اولین بار در شمارهٔ ۲۵ از چهارمین نسخه مجموعه کمیک فانوس سبز (دسامبر ۲۰۰۷) حضور پیدا کرد. اتراسیتوس یکی از پنج بازمانده کشتار بخش فضایی ۶۶۶ و مؤسس و بنیانگذار سپاه فانوس قرمز است که حلقهٔ قرمز را در خون تدهین نمود و توانست قدرت خشم و پرتو قرمز را تحت کنترل خود درآورد. او به عنوان دشمن نگهبانان جهان و شخصیت سینسترو، فانوس سبز پیشین به شمار می‌رود.